# Olympia Werke

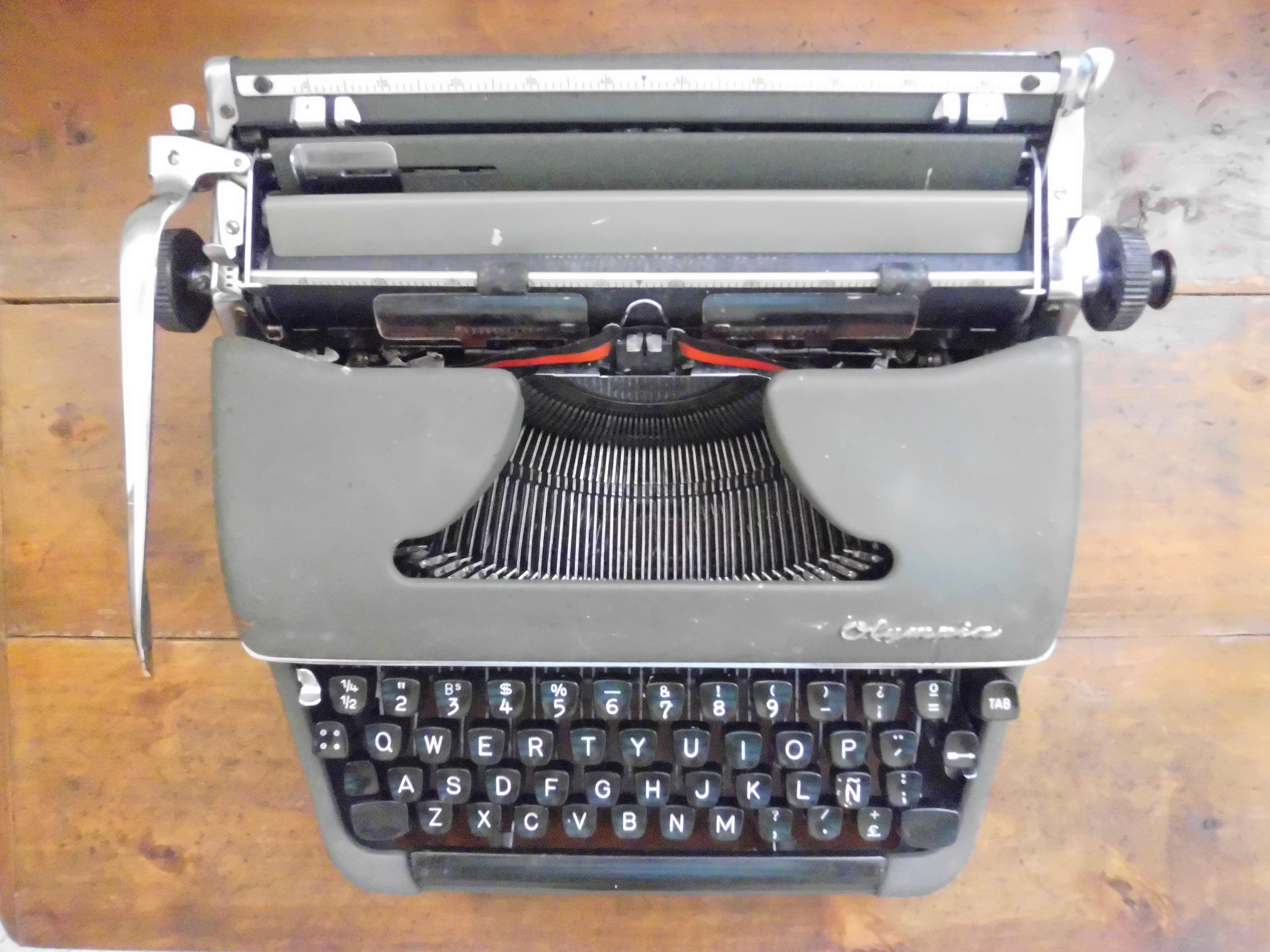
Olympia

Olympia Werke var en kontorsmaskinstillverkare i Roffhausen i Tyskland. Bolaget tillverkade främst skrivmaskiner men även räknemaskiner. Bolaget ingick i AEG-koncernen.
Olympia har sitt ursprung i Union Schreibmaschinen-Gesellschaft som grundades 1903. Bolaget grundades sedan Friedrich von Hefner-Alteneck fått i uppdrag av Allgemeine Elektricitäts-Gesellschaft (AEG) att utveckla en skrivmaskin som blev modellen Mignon. På 1930-talet började man använda varumärket Olympia och 1936 antogs firmanamnet Olympia Büromaschinenwerke AG. 1959 köptes Brunsviga Maschinenwerke. Bolaget hade produktion i Roffhausen, Braunschweig, Leer, Norden och Kaufbeuren samt i utlandet i Belfast, Mexiko City, Santiago de Chile och i Toronto. Bolaget lades ned 1991 efter flera års förluster.